# Contea di Worcester (Maryland)
La contea di Worcester, in inglese Worcester County, è una contea dello Stato del Maryland, negli Stati Uniti. La popolazione al censimento del 2000 era di 46 543 abitanti. Il capoluogo di contea è Snow Hill.

## Geografia
La contea si trova nell'estremo sud-est dello Stato. A nord confina con il Delaware, a est si affaccia sull'Oceano Atlantico (unica contea dello Stato ad avere una costa oceanica), a sud confina con la Virginia, mentre i fiumi Pocomoke e Dividing Creek formano il confine ovest. Il territorio è prettamente pianeggiante e include numerose isole nelle baie di Chincoteague, Sinepuxent e Assawoman.

### Contee confinanti
- Contea di Sussex (Delaware) - nord
- Contea di Accomack (Virginia) - sud
- Contea di Somerset - ovest
- Contea di Wicomico - nord-ovest

## Storia
La contea fu costituita nel 1742 da parti della contea di Somerset. Fu chiamata così in onore di Mary Arundell, moglie di Sir John Somerset, un figlio di Henry Somerset, I marchese di Worcester.

## Comuni

### City
- Pocomoke City

### Towns
- Berlin
- Ocean City
- Snow Hill (capoluogo)

### Census-designated places
- Bishopville
- Girdletree
- Newark
- Ocean Pines
- Stockton
- West Ocean City
- Whaleyville